# رجل اسمه أوف
رجل اسمه أوف (بالسويدية: En man som heter Ove) هو فيلم درامي كوميدي سويدي تم إصداره في دور السينما في السويد في 25 ديسمبر 2015. الفيلم من تأليف وإخراج هانز هولم، وبطولة كل من رولف لاسجارد وبهار بارس وإيدا إينغفول وفيليب بيرغ. الفيلم مقتبس من كتاب المؤلف السويدي فريدريك باكمان الذي يحمل الاسم نفسه.
تم ترشيح الفيلم لستة جوائز، وفاز بجائزتين، في حفل توزيع جوائز غولدباغ الـ 51 في عام 2016. تم ترشيحه لجائزة الأوسكار لأفضل فيلم بلغة أجنبية وجائزة الأوسكار لأفضل مكياج وتصفيف شعر في حفل توزيع جوائز الأوسكار التاسع والثمانون.

## القصة
يدور الفيلم عن رجل غاضب في التاسعة والخمسين من عمره يُدعى (أوف)، تم خلعه من منصبه كرئيس للجمعية السكنية، لكنه لم يكترث لأمر خلعه وظل متطلعًا مراقبًا للحي بقبضة من حديد. وعندما تنتقل امرأة حامل تُدعى (بارفانيه) مع عائلتها إلى المنزل المُقابل له وتستخدم صندوق بريد أوف عن طريق الخطأ، تنشأ بينهما صداقة غير متوقعة.

## انظر ايضا
رجل اسمه أوتو

## روابط خارجية
- رجل يسمى أوف على موقع IMDb (الإنجليزية)
- رجل يسمى أوف على موقع ميتاكريتيك (الإنجليزية)
- رجل يسمى أوف على موقع روتن توميتوز (الإنجليزية)
- رجل يسمى أوف على موقع نتفليكس (الإنجليزية)
- رجل يسمى أوف على موقع قاعدة بيانات الأفلام العربية
- رجل يسمى أوف على موقع ألو سيني (الفرنسية)
- رجل يسمى أوف على موقع أول موفي (الإنجليزية)
- رجل يسمى أوف على موقع بوكس أوفيس موجو (الإنجليزية)
- رجل يسمى أوف على موقع فيلمافينيتي (الإسبانية)
- رجل يسمى أوف على موقع قاعدة بيانات الأفلام السويدية (السويدية)